# 熊本大学教育学部附属小学校
熊本大学教育学部附属小学校（くまもとだいがくきょういくがくぶふぞくしょうがっこう, Elementary School Attached to the Faculty of Education, Kumamoto University）は、熊本県熊本市中央区京町本丁に所在する熊本大学教育学部の附属小学校。
通称「附小」、「附属小」、「熊大附小」。同じ敷地に附属中学校が所在する。

## 概要
歴史
1877年（明治10年）に開校した「熊本仮師範学校附属学校」を前身とし、数回の改称を経て1951年（昭和26年）に現校名となった。2012年（平成24年）に創立135周年を迎えた。
校訓
「考える子・強い子・明るい子」
校章
3枚の銀杏の葉を組み合わせたものを背景に、「附小」の文字（縦書き）を置いている。
入試・募集
- 1次試験 - 選考考査
- 2次試験 - 抽選（附属幼稚園からの第1次合格者は免除）

## 沿革
- 1877年（明治10年）- 「熊本仮師範学校附属学校」（のちに附属小学校）を開設。（創立年）
- 1898年（明治31年）4月 - 「熊本県師範学校附属小学校」と改称。
- 1912年（明治45年）4月 - 熊本県女子師範学校附属小学校が開校。
- 1914年（大正3年）4月 - 熊本県第二師範学校の創立により、「熊本県立第一師範学校附属小学校」に改称。
- 1917年（大正6年）4月 - 熊本県第二師範学校附属小学校が開校。
- 1931年（昭和3年）4月 - 熊本県第一師範学校と第二師範学校の統合により、第二師範学校附属小学校が廃止され、再び「熊本県師範学校附属小学校」となる。
- 1941年（昭和16年）4月1日 - 国民学校令により、「熊本県師範学校附属国民学校」、「熊本県女子師範学校附属国民学校」と改称。
- 1943年（昭和18年）3月 - 熊本県師範学校と女子師範学校の統合により、官立（国立）熊本師範学校が発足。これに伴い、以下のように改称。
  - 熊本県師範学校附属国民学校が「熊本師範学校男子部附属国民学校」となる。
  - 熊本県女子師範学校附属国民学校が「熊本師範学校女子部附属国民学校」となる。
- 1947年（昭和22年）4月1日 - 学制改革（六・三制の実施）により、以下のように改編。
  - 熊本師範学校男子部附属国民学校の初等科を「熊本師範学校男子部附属小学校」に、高等科を「熊本師範学校男子部附属中学校」に改編。
  - 熊本師範学校女子部附属国民学校の初等科を「熊本師範学校女子部附属小学校」に、高等科を「熊本師範学校女子部附属中学校」に改編。
- 1949年（昭和24年）5月 - 新制熊本大学の発足に伴い、男子部・女子部附属小学校を統合し、「熊本大学熊本師範学校附属小学校」に改称。
- 1951年（昭和26年）4月1日 - 熊本師範学校の廃止に伴い、「熊本大学教育学部附属小学校」（現校名）に改称。
- 1983年（昭和58年）6月 -  新校舎が完成。
- 2004年（平成16年）4月 - 設置者が国から国立大学法人へ変更。
- 2012年（平成24年）4月1日 - 熊本市の政令指定都市への移行により、住所表記が熊本市「中央区」京町本丁5番12号となる。

## 部活動
運動部
- 野球部
- サッカー部
- フットボールクラブ（社会体育）
- ドッチボールクラブ（社会体育）

文化部
- 器楽部
- コーラス部
  - 全国学校音楽コンクール 全国コンクール
    - 1980年（昭和55年） 第27回 - 2位
    - 1981年（昭和56年） 第28回 - 3位
    - 1982年（昭和57年） 第29回 - 1位
    - 1984年（昭和59年） 第31回 - 3位
    - 1987年（昭和62年） 第34回 - 優良賞

  - 全国学校音楽コンクール 熊本県コンクール
    - 2001年（平成13年） 第68回 - 銀賞
    - 2002年（平成14年） 第69回 - 銅賞
    - 2003年（平成15年） 第70回 - 奨励賞
    - 2004年（平成16年） 第71回 - 銀賞
    - 2005年（平成17年） 第72回 - 銅賞
    - 2006年（平成18年） 第73回 - 銅賞
    - 2008年（平成20年） 第75回 - 銅賞

## 著名な出身者
- 石光真清（陸軍軍人）
- 細谷英二（りそなホールディングス会長）
- 日高常博（事業プロデューサー）
- 藤田嗣治（画家・彫刻家）
- 八重野充弘（作家）
- 有田哲平（くりぃむしちゅー）
- 大塚翔太（元プロサッカー選手）
- 中川誠一郎（競輪選手・トラック五輪代表）
- 青山吉能（声優）
- 島ゆいか（女優・歌手）

## 交通アクセス
最寄りの鉄道駅
- JR九州 鹿児島本線 「上熊本駅」
- 熊本市電「上熊本電停」

最寄りのバス停
- 産交バス・熊本都市バス  「京町本丁」バス停

最寄りの道路
- 熊本県道303号四方寄熊本線
- 熊本県道31号熊本田原坂線

## 周辺
- 熊本大学教育学部附属中学校・附属教育実践総合センター
- 熊本市立京陵中学校
- 九州森林管理局
- 熊本中央警察署 京町交番

## 関連事項
- 熊本県小学校一覧
- 熊本大学 教育学部（北緯32度48分57.9秒 東経130度43分43.9秒 / 北緯32.816083度 東経130.728861度）
  - 熊本大学教育学部附属中学校（北緯32度49分4.6秒 東経130度42分13.3秒 / 北緯32.817944度 東経130.703694度）
  - 熊本大学教育学部附属幼稚園（北緯32度48分23.6秒 東経130度42分38.1秒 / 北緯32.806556度 東経130.710583度）
  - 熊本大学教育学部附属特別支援学校（北緯32度48分59秒 東経130度43分50.4秒 / 北緯32.81639度 東経130.730667度）